# 남해우체국
남해우체국은 경상남도 남해군을 관할하는 부산지방우정청 우체국이다.

## 연혁
- 1898년 6월 1일: 남해임시우체사
- 1905년 5월 29일: 남해임시우체소
- 1906년 11월 30일: 남해우체소
- 1921년 3월 26일: 남해우편소
- 1941년 2월 1일: 남해우편국
- 1950년 1월 12일: 남해우체국으로 개칭
- 1967년 9월 15일: 현위치로 이전
- 1970년 4월 16일: 사무관국으로 승격
- 1994년 10월 25일: 현 청사 개축
- 2001년 10월 1일: 미조우체국에서 남해미조우체국으로, 창선우체국을 남해창선우체국으로, 경남서면우체국을 남해서면우체국으로, 경남설천우체국을 남해설천우체국으로 명칭 변경[1]
- 2002년 10월 19일: 남해동천우편취급소 폐국[2]
- 2014년 1월 1일: 우편구역을 다음과 같이 고시[3]

| 배달국     | 배달구역      | 구역번호      |
| ---------- | ------------- | ------------- |
| 남해우체국 | 남해군 전지역 | 52400 ~ 52455 |

- 2020년 9월 1일 : 남해설천우체국 점심시간 휴무 시행[4]

## 관할 우체국
| 우체국명           | 사진 | 주소                                       | 비고                                                            |
| ------------------ | ---- | ------------------------------------------ | --------------------------------------------------------------- |
| 남해고현우체국     |      | 경상남도 남해군 고현면 탑동로 53           | 점심시간 휴무 시행                                              |
| 남해남면우체국     |      | 경상남도 남해군 남면 남서대로 779          | 점심시간 휴무 시행                                              |
| 남해동천우편취급소 |      | 경상남도 남해군 삼동면 동천리 1029-6       | 2002년 10월 19일 폐국                                           |
| 남해미조우체국     |      | 경상남도 남해군 미조면 미송로 68           | 2001년 10월 1일 미조우체국에서 명칭 변경 점심시간 휴무 시행     |
| 남해삼동우체국     |      | 경상남도 남해군 삼동면 동부대로1876번길 10 | 점심시간 휴무 시행                                              |
| 남해상주우체국     |      | 경상남도 남해군 상주면 남해대로675번길 8-7 | 점심시간 휴무 시행                                              |
| 남해서면우체국     |      | 경상남도 남해군 서면 남서대로 1661         | 2001년 10월 1일 경남서면우체국에서 명칭 변경 점심시간 휴무 시행 |
| 남해설천우체국     |      | 경상남도 남해군 설천면 설천로 696          | 2001년 10월 1일 경남설천우체국에서 명칭 변경 점심시간 휴무 시행 |
| 남해이동우체국     |      | 경상남도 남해군 이동면 무림로 50           | 점심시간 휴무 시행                                              |
| 남해창선우체국     |      | 경상남도 남해군 창선면 창선로 112          | 2001년 10월 1일 창선우체국에서 명칭 변경 점심시간 휴무 시행     |

## 조직
- 영업과
- 우편물류과
- 경영지도실